# Volkswagen Golf II
La Volkswagen Golf II è la seconda generazione della Volkswagen Golf, un'autovettura prodotta dalla casa automobilistica tedesca Volkswagen dal 1983 al 1991.

## Profilo e contesto
La prima versione della Golf II nasceva, come la precedente, il 4 novembre 1983 con motore anteriore trasversale a 4 cilindri in linea, trazione anteriore, cambio anteriore trasversale a 4 marce, poi disponibile anche nella versione Formel E, destinata al solo mercato tedesco. Le versioni Formel E erano equipaggiate di cambi a 4 o 5 marce (denominati "3+E" o "4+E") aventi il rapporto più alto particolarmente demoltiplicato per risparmiare carburante, indicatore di consumo (funzionante con la quarta) e di cambio marcia (spia luminosa che indica quando cambiare marcia): tali versioni richiedevano però benzina con almeno 98 ottani.
Una importante innovazione riguardante i motori, fu rappresentata dall'adozione delle punterie idrauliche, che mantenendo costante il valore del gioco valvole, permetteva di semplificare la manutenzione, affrancando l'utente dal controllo periodico dello stesso.
La grande novità, almeno per la famosa compatta di casa Volkswagen, è che con la seconda serie fu reso disponibile il modello denominato Syncro, ossia la versione a quattro ruote motrici (visto che proprio in quegli anni si diffuse con prepotenza questo tipo di trazione). La vettura era disponibile con 3 o 5 porte. La prima versione della Golf II era riconoscibile dai paraurti "sottili", dai deflettori fissi delle portiere anteriori, dagli specchietti anteriori uguali a quelli del Golf I e dalla scritta Volkswagen sulla parte sinistra della coda (dettaglio presente anche negli altri modelli VW contemporanei). Altra novità era che a richiesta veniva fornito il climatizzatore. 

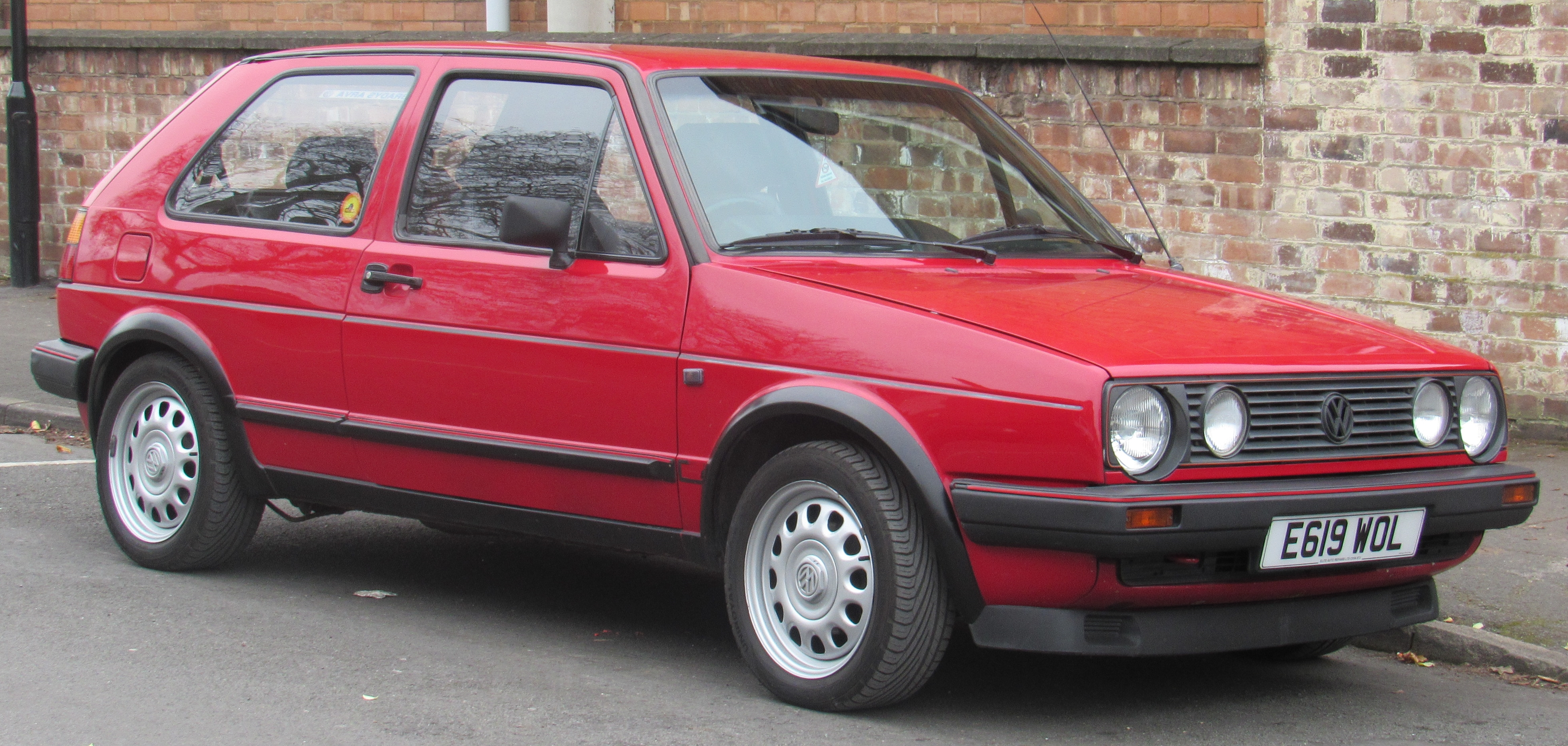
Golf GTI 8V

Nel 1984 fece il suo ritorno, con la seconda serie, la Golf GTI (con motore 1800 8 valvole) disponibile anche nella versione catalizzata (con meno cavalli). Nel 1985 la GTI subì un lieve restyling: venne dotata della mascherina con doppio faro e con il terminale di scarico a doppia canna. Nel 1986 venne introdotto il motore 16 valvole twin cam, con sistema d'iniezione Bosch K-Jetronic con iniettore meccanico (disponibile anche nella versione catalizzata). Le motorizzazioni disponibili (per il mercato italiano) erano le seguenti:

### Motori a carburatore
- 1050 (Golf C, CL e GL)
  - 1043 cm³, 4 cilindri in linea, 8 valvole, 33 kW (45 CV) a 6000 giri/min, coppia motrice massima 79 N·m a 3000 giri/min, alesaggio x corsa 69x57,2 mm, velocità massima 144 km/h
- 1300 (Golf C, CL e GL)
  - 1272 cm³, 4 cilindri in linea, 8 valvole, 44 kW (60 CV) (poi 40/55) a 5600 giri/min, coppia massima 96 N·m a 3500 giri/min, alesaggio x corsa 75x72 mm, velocità massima 151 km/h
- 1600 (Golf GL)
  - 1595 cm³, 4 cilindri in linea, 8 valvole, 55 kW (75 CV) a 5600 giri/min, coppia massima 125 N·m a 3200 giri/min, alesaggio x corsa 81x77,4 mm, velocità massima 167 km/h
- 1800 (Golf "Carat" e Golf Syncro)
  - 1781 cm³, 4 cilindri in linea, 8 valvole, 66 kW (90 CV) a 5200 giri/min, coppia massima 145 N·m a 3300 giri/min, alesaggio x corsa 81x86,4 mm, velocità massima 178 km/h

### Motori a iniezione meccanica
- 1800 (Golf GTI versione catalizzata)
  - 1781 cm³, 4 cilindri in linea, 8 valvole, 79 kW (107 CV) a 5250 giri/min, coppia massima 157 N·m a 3250 giri/min, alesaggio x corsa 81x86,4 mm
- 1800 (Golf GTI 8V versione non catalizzata)
  - 1781 cm³, 4 cilindri in linea, 8 valvole, 82 kW (112 CV) a 5500 giri/min, coppia massima 158 N·m a 3100 giri/min, alesaggio x corsa 81x86,4 mm, velocità massima 191 km/h

A iniezione erano disponibili anche le motorizzazioni 1600 GTI (dati inalterati con coppia massima 137 N·m a 3500 giri/min) e 1300 (dati inalterati con coppia massima di 99 N·m a 3200 giri/min e 112 cavalli).

### Motori Diesel
- 1500 (Golf diesel prima del 1979)
  - 1471 cm³, 4 cilindri in linea, 8 valvole, 40 kW (50 CV) a 5000 giri/min, coppia massima 82 N·m a 3000 giri/min, alesaggio x corsa 80x76,5 mm
- 1600 (Golf D)
  - 1588 cm³, 4 cilindri in linea, 8 valvole, 40 kW (54 CV) a 4800 giri/min, coppia massima 100 N·m a 2000 giri/min, alesaggio x corsa 86,4x76,5 mm
- 1600 (Golf GTD)
  - 1588 cm³ con turbocompressore a gas di scarico, 4 cilindri in linea, 8 valvole, 51 kW (70 CV) a 4500 giri/min, coppia massima 133 N·m a 2600 giri/min

A partire dal novembre del 1987, la Golf GTI 8V venne equipaggiata con il sistema di iniezione completamente elettronico Bosch Digifant (al posto della K-Jetronic che invece continuò a essere utilizzata sulla versione 16V).

## Restyling 1987-1989

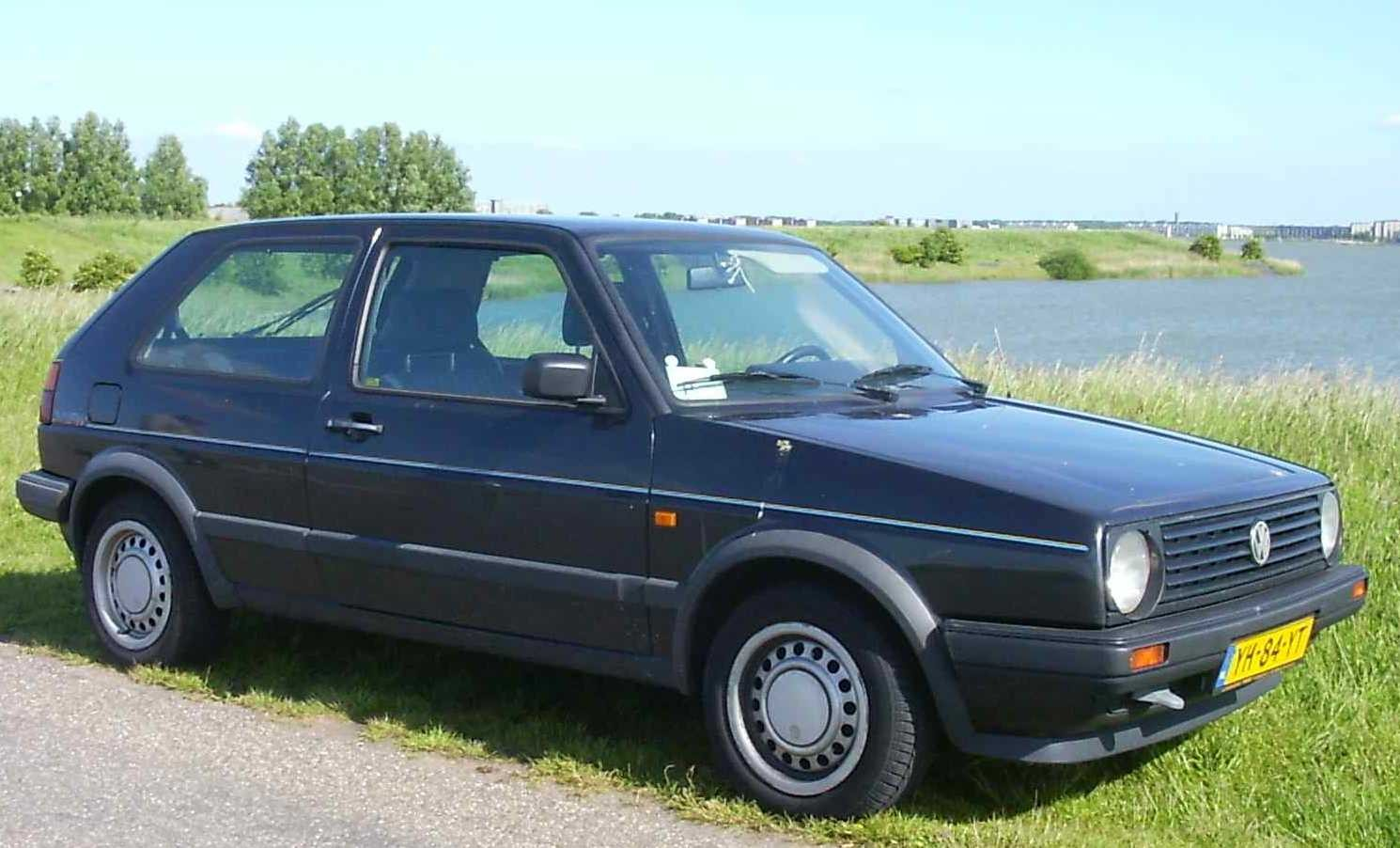
Una Golf II dopo il restyling del 1987

Il 23 luglio 1987 fu effettuato un restyling, che apportò modifiche soprattutto di carattere estetico: vennero tolti i deflettori fissi sulle portiere anteriori, vennero cambiati gli specchietti anteriori, sistemati sull'angolo anteriore della portiera, venne eliminata la scritta Volkswagen sul posteriore, sostituita dal simbolo cromato della casa sistemato al centro della parte posteriore, tra il paraurti e il portellone.

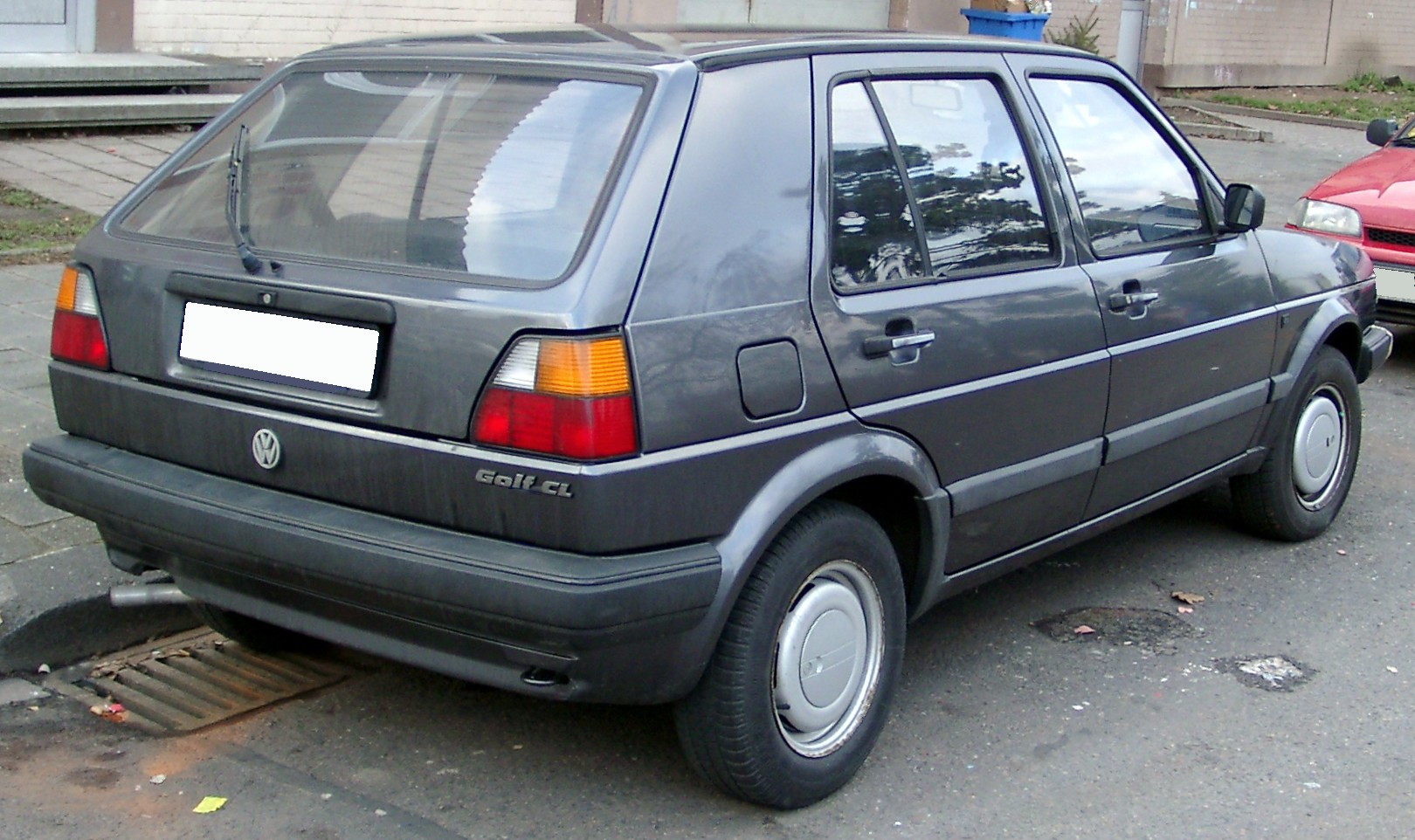
VW Golf II vista posteriore dopo il restyling del 1987

Fra il 1988 e il 1989, prima di un altro lieve restyling, vennero presentati degli allestimenti speciali: Function e Madison (solo benzina), Manhattan, Memphis, Champ (tutte 1600 con 54 kW, disponibili anche in versione Diesel) e la GTI Special con cerchi BBS a nido d'ape e strumentazione digitale.
Al classico modello sportivo GTI ne vennero accostati altri due molto più spinti (distinguibili dalla scritta rossa G60 sulla mascherina anteriore e sulla parte destra della coda): la Golf G60 e la Golf G60 Rallye (1989) che per il mercato italiano costava la bellezza di 40 257 000 Lire. Entrambe erano spinte dal classico 4 cilindri 1800 sovralimentato con compressore volumetrico G60 (questo nome deriva dal fatto che il compressore aveva la forma di una G stilizzata e la massima larghezza della camera interna era di 60 mm) che permetteva alla berlina a due volumi tedesca di raggiungere una potenza massima di 118 kW (160 CV). La versione Rallye G60 aveva inoltre la trazione integrale Syncro. Essa era distinguibile dalla Golf G60, e in generale da tutti gli altri modelli, dalla mascherina frontale con proiettori rettangolari (al posto dei classici proiettori circolari) e dalle fiancate anteriori e posteriori sporgenti, simili a quelle della Lancia Delta Integrale 16 valvole, uscita proprio nel 1989, che era quasi certamente la principale concorrente della Golf Rallye G60.

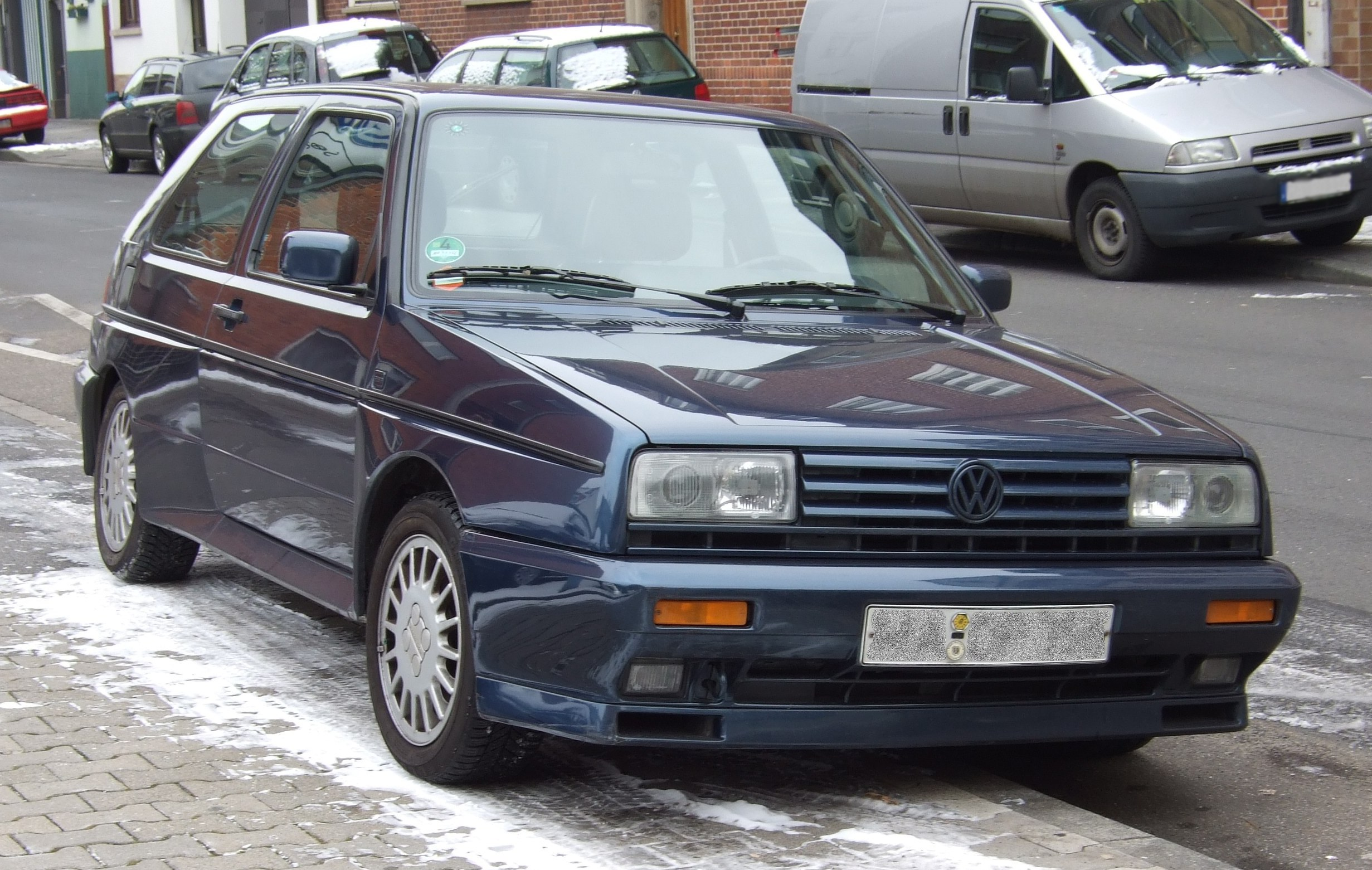
Rallye Golf

Per quanto riguarda il 1989, la Volkswagen Motorsport creò un'edizione limitata del Modello G60 (solo 70 esemplari): la G60 Limited Edition. La carrozzeria era quella della 5 porte Syncro (4 ruote motrici con pneumatici 205/50 R15 su cerchi BBS 6J x 15) con l'estetica delle Golf pre-restyling 1990, con paraurti "fini"; la caratteristica che la distingueva da un G60 "normale" era la mascherina con due fari con bordo celeste e la targhetta "Volkswagen Motorsport" nella parte superiore sinistra della calandra. Gli interni erano in pelle nera (sia i sedili sia i pannelli delle porte). Il motore era il classico 1800 16v con compressore G60 che erogava la bellezza di 210 CV a 6500 giri/min con una coppia massima di 247 Nm; la trazione come già detto era integrale (Syncro). La limited edition accelerava da 0 a 100 km/h in 7,2 secondi e la velocità massima era di 227 km/h.
Per quanto riguarda le motorizzazioni, la versione 1050 venne tolta dal mercato italiano, e vennero introdotti nuovi motori catalizzati.

### Motori a carburatore catalizzati (norma MEC e USA)
- 1300 (Golf GL)
  - Dati invariati rispetto alla prima versione
- 1600 (Golf GL)
  - (dati costruttivi invariati) 53 kW (72 CV) a 5200 giri/min, coppia massima 120 N·m a 2700 giri/min
- 1600 (Golf GL) (Norma USA)
  - (dati costruttivi invariati) 51 kW (70 CV) a 5200 giri/min, coppia massima 118 N·m a 2700 giri/min
- 1800 (Golf GLX "Carat")
  - (dati costruttivi invariati) 62 kW (84 CV) a 3000 giri/min, coppia massima 142 N·m a 3000 giri/min

### Motori a iniezione catalizzati (norma USA)
- 1300 (Golf GL)
  - Dati invariati dalla versione a carburatore catalizzata
- 1600 (Golf GL)
  - (dati costruttivi invariati) 51 kW (70 CV) a 5200 giri/min, coppia massima 118 N·m a 2700 giri/min
- 1800 (Golf Syncro)
  - Dati invariati dalla versione non catalizzata
- 1800 (Golf GTI 8V)
  - Dati invariati dalla prima versione catalizzata
- 1800 (Golf GTI 16V)
  - (dati costruttivi invariati con 16 valvole e doppio asse a camme in testa) 95 kW (129 CV) a 5800 giri/min, coppia massima 168 N·m a 4250 giri/min

## Restyling 1989-1992
Nell'agosto del 1989 venne introdotta l'ultima versione rinnovata della Golf seconda serie. Venne eliminata la Golf D, sostituita dalla Golf GL Diesel. Gli allestimenti disponibili vedevano nella Golf CL la versione base mentre al top della gamma la Golf Rally G60. 

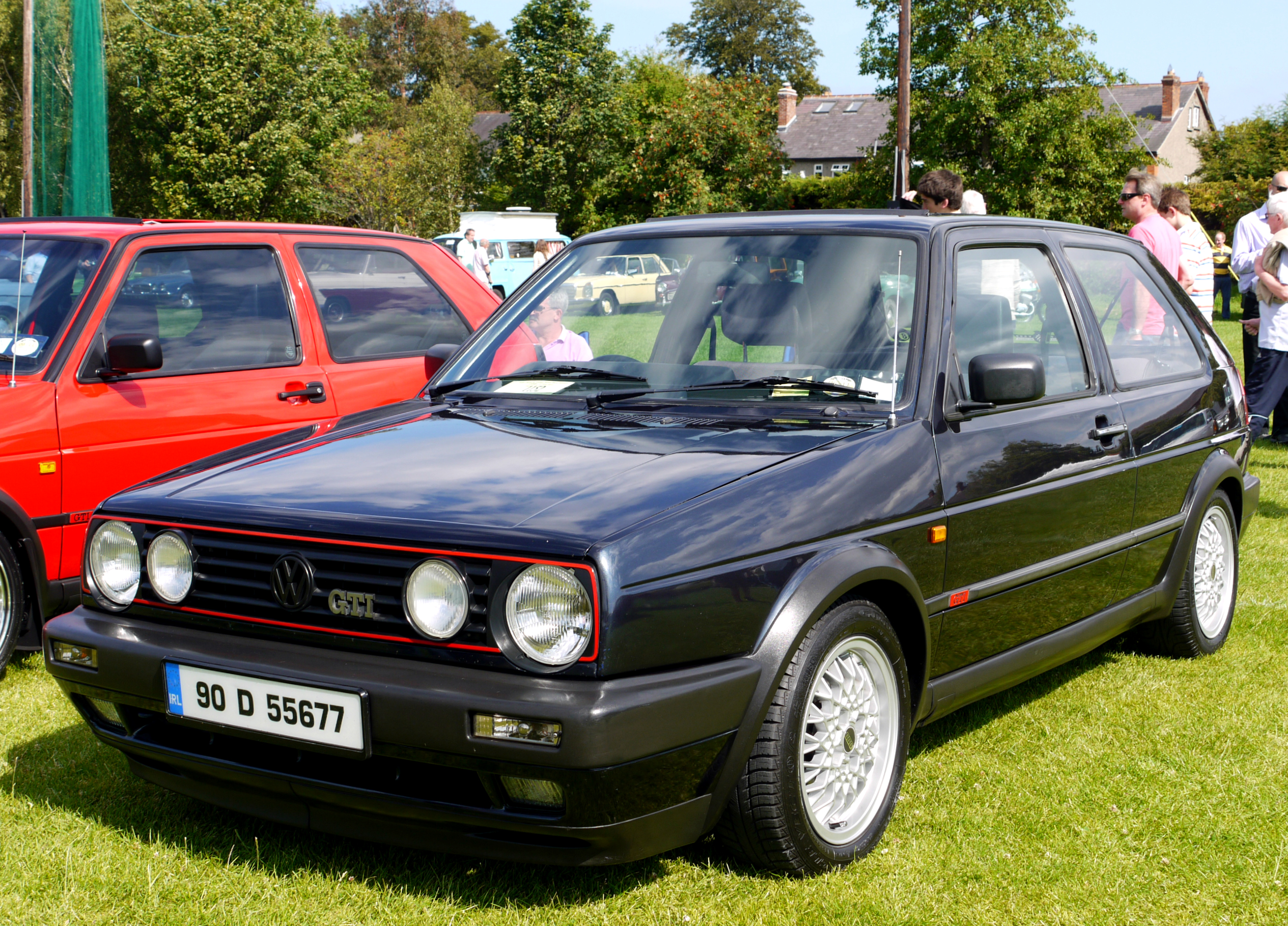
VW Golf GTI del 1990

Uno dei modelli più importanti per il 1990 fu sicuramente la Golf GTD, che adottò per la prima volta l'intercooler disponendo in questo modo di una potenza di 80 CV a 4500 giri/min, maggiore rispetto alla versione precedente. I miglioramenti estetici furono minimi e riguardarono i paraurti anteriore e posteriore, molto più massicci (con l'aggiunta dei fari fendinebbia "incastonati" nella carenatura e una modifica alle frecce anteriori che avevano una sola vite e un incastro al posto delle due viti del modello precedente) con una carenatura in plastica nella parte inferiore, in tinta con la carrozzeria. Per la versione GTI erano disponibili, a richiesta, senza sovrapprezzo, il servosterzo e la strumentazione analogica (vista la non completa soddisfazione dei clienti nei confronti di quella digitale).
Tutto ciò dava alla Golf un tono più moderno, più anni novanta, che le avrebbe consentito di resistere sul mercato per un altro paio d'anni, in attesa della nuova serie, di cui incominciarono a circolare dei prototipi già nel 1989. In questo modo la compatta tedesca poteva essere in grado di competere con le dirette rivali (ben più recenti): la Fiat Tipo, l'Alfa Romeo 33, rinnovata nell'autunno dello stesso anno, la Renault 19, la Rover serie 200 (anch'essa fresca di rinnovamento) e la Ford Escort, di cui nel 1990 uscirà la quarta serie, completamente nuova.

## Golf Country (1990-1991)

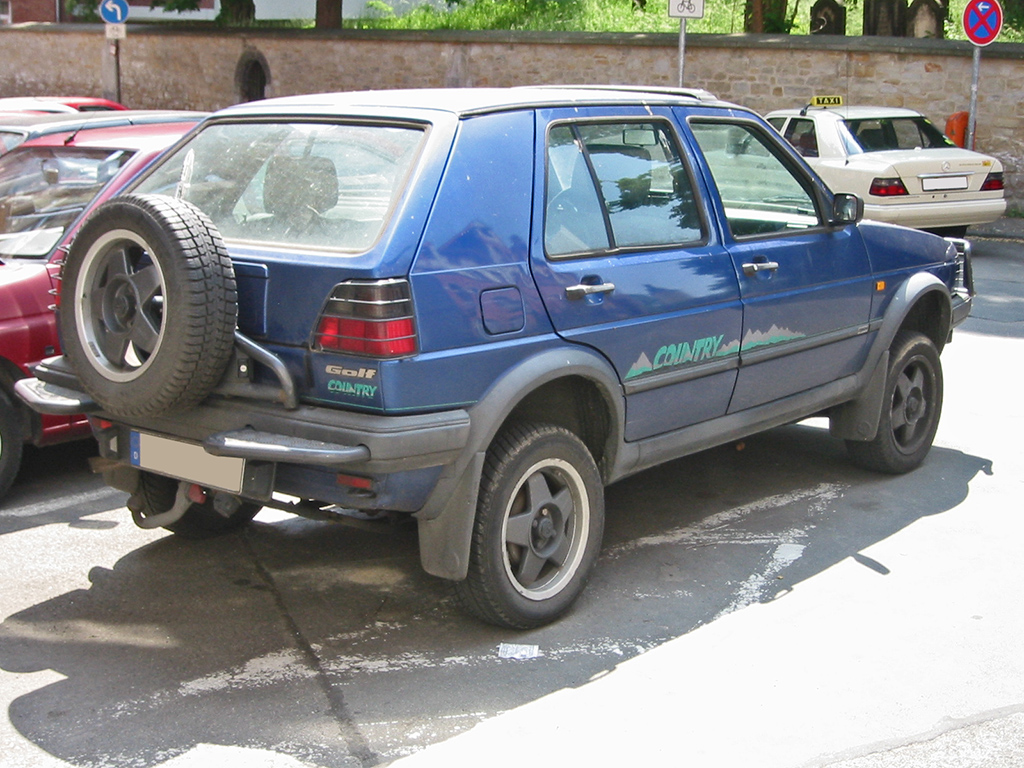
Vista posteriore della Country

La grande novità fu però il lancio, nel gennaio 1990, di un modello del tutto inedito: la Golf Country.
Era equipaggiata con il motore 1800 a iniezione da 98 CV e dotata di trazione integrale Syncro, assetto rialzato, piastra paracolpi sotto al motore, mascherina paracolpi anteriore con fari di profondità e fendinebbia, ruota di scorta esterna sistemata sul portellone posteriore, caratteristiche che facevano della Golf Country quasi un fuoristrada (o un'antenata delle moderne SUV). Fu prodotta per un arco di tempo molto breve, fino al dicembre 1991.
La carrozzeria italiana Biagini ne produsse una versione cabriolet denominata Biagini Passo, la Passo utilizzava la scocca della Golf Mk1 Cabriolet montata sulla base della Golf Country.

## Motorizzazioni
| Modello                 | Disponibilità    | Motore  | Cilindrata (cm³) | Potenza max.    | Coppia massima (Nm) | Emissioni CO2 (g/km) | 0–100 km/h (secondi) | Velocità max (km/h) | Consumo medio (km/l) |
| 1050                    | dal 1984 al 1985 | Benzina | 1043             | 33 kW (45 CV)   | 74                  | n.d                  | n.d                  | 137                 | 13,9                 |
| 1050/50 CV              | dal 1985 al 1986 | Benzina | 1043             | 37 kW (50 CV)   | 74                  | n.d                  | n.d                  | 144                 | 12,4                 |
| 1300                    | dal 1983 al 1991 | Benzina | 1272             | 40 kW (55 CV)   | 96                  | n.d                  | 16,5                 | 151                 | 14,2                 |
| 1300i cat.              | dal 1989 al 1991 | Benzina | 1272             | 40 kW (55 CV)   | 97                  | n.d                  | 16,5                 | 151                 | 13,1                 |
| 1600                    | dal 1989 al 1991 | Benzina | 1595             | 50 kW (68 CV)   | 116                 | n.d                  | 14,1                 | 161                 | 12,5                 |
| 1600/73 CV              | dal 1983 al 1991 | Benzina | 1595             | 55 kW (75 CV)   | 125                 | n.d                  | 13,0                 | 167                 | 13,1                 |
| 1800                    | dal 1988 al 1991 | Benzina | 1781             | 64 kW (87 CV)   | 145                 | n.d                  | 11,3                 | 178                 | 11,6                 |
| 1800i cat. 4X4          | dal 1990 al 1991 | Benzina | 1781             | 72 kW (98 CV)   | 143                 | n.d                  | 12,3                 | 155                 | 10,1                 |
| 1800 cat. GTI           | dal 1989 al 1991 | Benzina | 1781             | 79 kW (107 CV)  | 157                 | n.d                  | 10,3                 | 186                 | 12,8                 |
| 1800 GTI                | dal 1983 al 1991 | Benzina | 1781             | 81 kW (112CV)   | 159                 | n.d                  | 9,7                  | 191                 | 12,8                 |
| 1800 16V GTI            | dal 1986 al 1992 | Benzina | 1781             | 100 kW (139CV)  | 164                 | n.d                  | 8,5                  | 208                 | 12,2                 |
| 1800 cat. G60 GTI       | dal 1990 al 1991 | Benzina | 1781             | 118 kW (160 CV) | 225                 | n.d                  | 8,3                  | 216                 | 10,7                 |
| 1800i cat. G60 Rallye   | dal 1989 al 1990 | Benzina | 1781             | 118 kW (160 CV) | 225                 | n.d                  | 8,6                  | 209                 | 10,2                 |
| 1600 Diesel             | dal 1983 al 1991 | Diesel  | 1588             | 40 kW (54 CV)   | 99                  | n.d                  | 18,7                 | 143                 | 17,5                 |
| 1600 TD cat. Ecodiesel  | dal 1989 al 1991 | Diesel  | 1588             | 44 kW (60 CV)   | 110                 | n.d                  | 16,9                 | 151                 | 14,8                 |
| 1600 Turbodiesel GTD    | dal 1982 al 1989 | Diesel  | 1588             | 51 kW (69 CV)   | 133                 | n.d                  | 14,5                 | 160                 | 16,7                 |
| 1600 TD Intercooler GTD | dal 1989 al 1991 | Diesel  | 1588             | 59 kW (80 CV)   | 152                 | n.d                  | 14,5                 | 169                 | 16,6                 |